# Leonard Miller
Leonard Miller, né le 26 novembre 2003 à Scarborough au Canada, est un joueur canadien de basket-ball évoluant au poste d'ailier fort et mesurant 2,07 m.

## Biographie

### Jeunesse et formation
Leonard Miller grandit à Scarborough, en Ontario. Il est le frère cadet d'Emanuel Miller, également joueur de basket-ball professionnel. Il fréquente plusieurs lycées avant de rejoindre la Fort Erie International Academy, où il connaît une croissance tardive atteignant 2,08 m. Cette poussée de croissance, combinée à ses compétences de meneur, attire l'attention des recruteurs. Lors de sa dernière année à Fort Erie, il affiche une moyenne de 31 points et 11 rebonds par match, suscitant l'intérêt de plusieurs universités et franchises NBA.

### Carrière professionnelle

#### NBA G League Ignite (2022-2023)
Après s'être retiré de la draft 2022 de la NBA, Leonard Miller choisit de rejoindre le NBA G League Ignite pour la saison 2022-2023. Il y affiche des moyennes de 17,5 points et 10,1 rebonds par match, devenant ainsi le premier joueur de l'histoire du programme à compiler des doubles-doubles en moyenne sur une saison.

#### Saison 2023-2024
Lors de la draft 2023 de la NBA, Leonard Miller est sélectionné en 33e position par les Spurs de San Antonio avant d’être immédiatement transféré aux Timberwolves du Minnesota. Il signe officiellement avec les Timberwolves le 9 juillet 2023.
Durant sa saison rookie en NBA, il participe à 17 matchs avec les Timberwolves, affichant une moyenne de 1,7 point en 3,1 minutes par match. Il est également envoyé en NBA G League avec les Wolves de l'Iowa, où il enregistre des statistiques impressionnantes : 20,4 points, 8,3 rebonds et 2,5 passes décisives par match.

## Palmarès et distinctions individuelles

### Professionnel
- Sélectionné pour le NBA G League Next Up Game (2023)[6].

## Statistiques NBA
En gras = meilleures performances

### Saison régulière
| Saison    | Équipe                    | Matchs | Titul. | Min./m | % Tir | % 3pts | % LF | Rbds/m. | Pass/m. | Int/m. | Ctr/m. | Pts/m. |
| --------- | ------------------------- | ------ | ------ | ------ | ----- | ------ | ---- | ------- | ------- | ------ | ------ | ------ |
| 2023-2024 | Timberwolves du Minnesota | 17     | 0      | 3,1    | 65,0  | 40,0   | 50,0 | 1,18    | 0,47    | 0,12   | 0,06   | 1,71   |
| Carrière  | Carrière                  | 17     | 0      | 3,1    | 65,0  | 40,0   | 50,0 | 1,18    | 0,47    | 0,12   | 0,06   | 1,71   |

### Playoffs
| Saison   | Équipe                    | Matchs | Titul. | Min./m | % Tir | % 3pts | % LF | Rbds/m. | Pass/m. | Int/m. | Ctr/m. | Pts/m. |
| -------- | ------------------------- | ------ | ------ | ------ | ----- | ------ | ---- | ------- | ------- | ------ | ------ | ------ |
| 2024     | Timberwolves du Minnesota | 3      | 0      | 2,3    | 0,0   | 0,0    | 0,0  | 1,33    | 0,00    | 0,00   | 0,00   | 0,00   |
| Carrière | Carrière                  | 3      | 0      | 2,3    | 0,0   | 0,0    | 0,0  | 1,33    | 0,00    | 0,00   | 0,00   | 0,00   |

### G League
| Saison    | Équipe              | Matchs | Titul. | Min./m | % Tir | % 3pts | % LF | Rbds/m. | Pass/m. | Int/m. | Ctr/m. | Pts/m. |
| --------- | ------------------- | ------ | ------ | ------ | ----- | ------ | ---- | ------- | ------- | ------ | ------ | ------ |
| 2022-2023 | NBA G League Ignite | 24     | 24     | 30,6   | 55,6  | 32,7   | 79,2 | 10,1    | 1,7     | 0,9    | 0,7    | 16,9   |
| 2023-2024 | Wolves de l'Iowa    | 22     | 22     | 32,0   | 47,8  | 33,3   | 82,8 | 8,3     | 2,5     | 1,4    | 0,7    | 20,4   |
| Carrière  | Carrière            | 46     | 46     | 31,3   | 51,6  | 33,0   | 81,0 | 9,2     | 2,1     | 1,2    | 0,7    | 18,6   |